# فلوفنوکسین
فلوفنوکسین (انگلیسی: Flufenoxine) یک مهارکننده بازجذب سروتونین- نوراپی‌نفرین است.
مشتقات فلوفنوکسین برای درمان بیماری آلزایمر به ثبت رسیده است.